# Rhipidocladum clarkiae
Rhipidocladum clarkiae är en gräsart som beskrevs av Richard Walter Pohl. Rhipidocladum clarkiae ingår i släktet Rhipidocladum och familjen gräs. Inga underarter finns listade i Catalogue of Life.